# Lagar de Matilla
El Lagar de Matilla es un monumento histórico y museo de sitio localizado en el oasis de Matilla, al interior de la comuna de Pica, Región de Tarapacá, Chile. Este inmueble patrimonial representa uno de los principales testimonios de la producción vitivinícola de Matilla durante la época colonial, y la construcción protegida del lagar se remonta a la restauración de 1968 realizada por la Universidad de Chile.
Pertenece al conjunto de monumentos nacionales de Chile desde el año 1977 en virtud del D. S. 746 del 5 de octubre de 1977; se encuentra en la categoría «Monumento Histórico».

## Historia

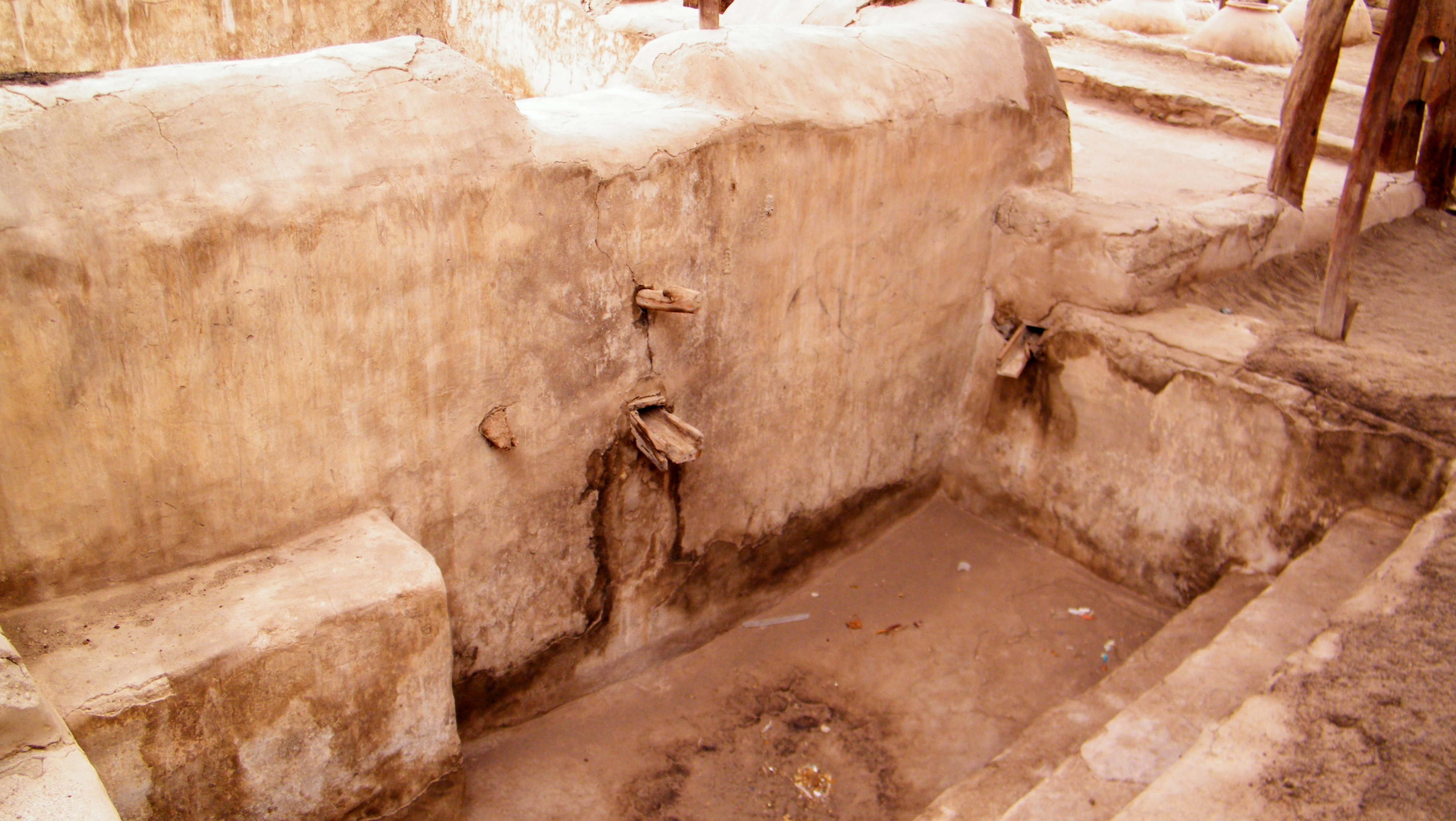
Vista del lagar de Matilla

Este monumento representa uno de los exponentes más importantes del desarrollo vitivinícola que ocurrió en Tarapacá entre los siglos XVIII y XIX; en particular, la producción de la comuna de Pica abastecía a los centros mineros de la zona, y el lagar de Matilla es uno de los quince en su tipo que aún se conservan al interior del oasis de Pica. Actualmente «se conservan sus aparejos, tinajas y una gran prensa».
El espacio tiene una dimensión aproximada de 12x12 m, construida en adobe de 0,60x0,30m. El lagar habría sido construido a principios del siglo XVIII y estuvo en uso hasta el año 1937.
Tras el terremoto de Tarapacá de 2005, el recinto sufrió serios daños que obligaron a su cierre; luego, el año 2012 se decidió restaurarlo con fondos municipales.